# Adam Arkin
Adam Arkin, född 19 augusti 1956 i Brooklyn, New York, är en amerikansk skådespelare och regissör. Han är son till den Oscarsbelönade skådespelaren Alan Arkin.
Arkin debuterade redan 1969 som skådespelare och har medverkat i en mängd filmer och TV-produktioner. Han är bland annat känd för sin roll som Aaron Shutt i tv-serien Chicago Hope. Han är även verksam som regissör och har bland annat regisserat avsnitt av tv-serierna Grey's Anatomy, Boston Legal, Ally McBeal och Chicago Hope.

## Filmografi i urval
- 1993 – När jag brottades med Ernest Hemingway
- 1994–2000 – Chicago Hope (TV-serie)
- 1998 – Halloween H20
- 1999 – Ett olyckligt mord
- 2000 – Hanging Up
- 2000–2002 – Vita Huset (TV-serie)
- 2000–2002 – 8 Simple Rules (TV-serie)
- 2005 – Hitch
- 2005 – Kids in America
- 2006 – Boston Legal (TV-serie)
- 2006 – Commander in Chief (TV-serie)
- 2007–2009 – Life (TV-serie)
- 2009 – Sons of Anarchy (TV-serie)
- 2009 – A Serious Man
- 2012 – Mitt längtande hjärta
- 2014 – The Bridge (TV-serie)
- 2014 – Masters of Sex (TV-serie)
- 2015 – State of Affairs (TV-serie)
- 2015 – Fargo (TV-serie)
- 2016 – How To Get Away With Murder (TV-serie)